# 핸즈 허텔
핸즈 헬머트 허텔(영어: Hans Helmut Hertell, 1950년 12월 1일 ~ )은 기업가이자 법조인(국제변호사) 출신의 미국·푸에르토리코 외교관 겸 정치인이다.
미국 포덤 대학교 법학과에서 학사 학위 취득을 거쳐 푸에르토리코 대학교 대학원 외교학과에서 사회과학 석사 학위 취득한 그는 도미니카 공화국 주재 미국 대사 직책을 지냈다.